# El Libro Popular
El Libro Popular fue una colección literaria publicada en Madrid entre 1912 y 1914.

## Descripción
El Libro Popular, fundada por Antonio Lezama y Francisco Gómez Hidalgo y cuyo primer número apareció en 1912, salía de forma semanal a un precio de veinte céntimos de peseta, constituyendo una de las diversas colecciones que proliferaron en España en las primeras décadas del siglo XX. Cesó en 1914, cuando había publicado un total de 106 números, dos de ellos especiales de carácter taurino.